# Geluveld
Geluveld és un antic municipi de Bèlgica a la província Flandes Occidental. L'1 de gener de 1977 el poble va fusionar amb Zonnebeke. El 2006 tenia 1501 habitants. Es troba a una cresta arrenosa als marges del Reutelbeek i Kasteelbeek en la conca del Leie a terres argiloses-arenoses, a la frontera amb el Westhoek. És un poble rural i residencial.
El primer esment escrit Gelevelt data del 1109. L'església, del qual el rector era nomenat per l'abat de l'abadia de Sant Marc prop de Tournai a l'edat mitjana era un lloc de romiatge per a les dones prenyades i paridores. El nom prové d'un antic arrel gele (selvatge) i veld (camp), perquè vol dir «camp salvatge».
El 1914, durant la invasió alemanya de Bèlgica a principis de la primera Guerra Mundial l'exèrcit britànic hi va obrir una línia de defensa. El 31 d'octubre, la defensa britànica va començar a esfondrar-se, fins que un batalló va contraatacar i van expulsar a les tropes alemanyes de la zona. El poble va quedar totalment arrasat, hi comprès el castell de la nissaga dels Keingiaert de Gheluvelt del segle xviii. Després de la guerra, el poble i el castell van ser reconstruïts segons els plans de l'arquitecte G. van Sluys de Blankenberge i l'iprenc M. Selly. El ciclista Émile Decroix (1904-1967) hi va néixer.
El 1971 va annexar Zandvoorde, sis anys abans de ser annexat el 1977 per Zonnebeke.

## Monuments de la Primera Guerra Mundial
- Monument dels South Wales Borderers
- L'obelisc del Gloucester Regiment
- L'obelisc de la 18a Divisió
- Pedra commemorativa del 2n Worcestershire Regiment